# Calyptommatus sinebrachiatus
Calyptommatus sinebrachiatus — вид ящірок родини гімнофтальмових (Gymnophthalmidae). Ендемік Бразилії.

## Поширення і екологія
Calyptommatus sinebrachiatus мешкають на правому березі річки Сан-Франсиску в штаті Баїя, від Лагоа-Ітапаріки до Гамелейра-ду-Ассуруа, а також в горах Серра-ду-Ассуруа. Вони живуть на піщаних дюнах, порослих сухими заростями каатинги, на висоті до 600 м над рівнем моря. Ведуть нічний, наземний спосіб життя, живляться личинками комах.

## Збереження
МСОП класифікує цей вид як такий, що перебуває під загрозою зникнення. Calyptommatus sinebrachiatus є рідкісним видом, якому загрожує знищення природного середовища.